# Classificació dels tancs
Els tancs poden ser classificats en diverses maneres: normalment pel seu paper en la batalla o pel pes. Quan es parla de tancs moderns, en els últims anys les millores i modificacions dels tancs fan que aquest tipus de tancs siguin els més comuns i més usats. Aquests tancs s'anomenen també tancs principals de batalla o main battle tanks en anglès.
El paper que tenen la majoria de tancs és lluitar amb les armes que tenen incorporades contra la infanteria o tancs enemics, com també altres vehicles blindats de combat ("AFV" les sigles en anglès). Els britànics sovint citen els tancs d'infanteria i els tancs de cavalleria (o tancs ràpids) respectivament, els capaços de penetrar en les línies enemigues i travessar a grans velocitats les irregularitats del terreny. Altres tipus poden trobar els vehicles antitancs o tancs destructors que estan molt més blindats que els altres tipus de tancs. També hi ha els canons d'assalt que estan dissenyats per moure's a poca velocitat, però capaç d'atacar fortificacions.

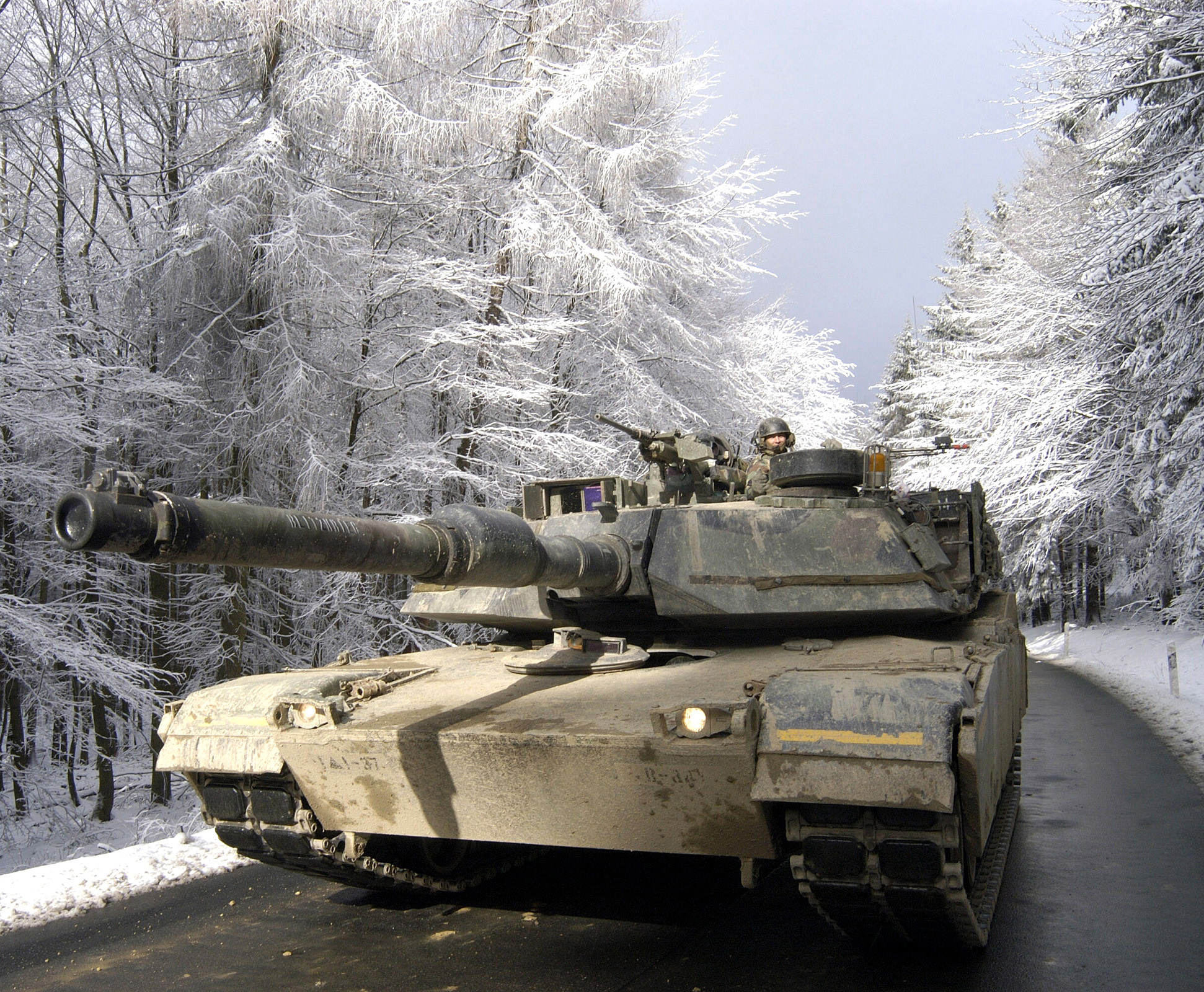
Un tanc M1 Abrams a Alemanya.

Els tipus de tancs pel pes que porten és important, però només en períodes determinats. Per exemple, un tanc mitjà al final de la II Guerra Mundial podria ser considerat un tanc pesant al principi de la guerra. Els adjectius de lleuger, mitjà i pesant, en els tancs fa que es pugui determinar el pes que porten, p. ex.., però pot variar la mida del canó, la quantitat de material per al blindatge o la velocitat. Cada tipus de tanc per la mida que porten tenen determinat un paper en la batalla, els tancs lleugers són per a tasques de reconeixement del terreny i observació, els mitjans són semblants als tancs ràpids o de cavalleria britànics i els pesants per a tasques de defensa i estan prou blindats per aguantar els atacs d'infanteria enemics.
Per exemple, a mitjans dels anys 1930 i a principis de la dècada de 1940, l'Alemanya Nazi va desenvolupar una nova generació de tancs de combat després del Panzer I. El resultat va ser: un Panzer III 'mitjà', armat amb un canó antitancs i creat per la velocitat del qual li proporcionava col·locar-se davant les tropes enemigues, com els tancs ràpids britànics; i el Panzer IV que era del tipus 'pesant' i donava suport a la infanteria, en un principi estava armat amb un canó de 75 mm de calibre capaç de destrossar búnquers i altres defenses estàtiques. Tenia un blindatge fort al davant però era dèbil als costats i al final, per això la infanteria es posa al darrere i als laterals. Les diferències entre tipus de tancs no són absolutes: el IV podia disparar HEATs i el III podia dispara explosius de grans calibre per atacar la infanteria. En el començament de la II Guerra Mundial, el Pz IV podia ser un tanc mitjà, i el III, un lleuger-mitjà, quan es compara amb tancs francesos de l'època.
Quan la guerra anava progressant, els tancs, els canons antitancs pesants, i el combat tanc-contra-tanc va ser més normal de veure en la batalla. Per sobreviure, tots els tancs van haver d'augmentar la protecció d'armadura com també la col·locació de canons més llargs. La línia de diferència dels rols dels tancs "d'infanteria" i els "ràpids" ha desaparegut, ja que els "tancs universals" van començar a realitzar totes les tasques. Com ja s'ha dit, els tancs es classifiquen pel pes però varia segons els països; per instància, el M26 Pershing estatunidenc va ser classificat com un tanc "pesant", que era més pesant que el M4 Sherman. No obstant això, el Pershing era molt semblant al tanc Panther alemany, que l'Alemanya nazi considerava un tanc mitjà, malgrat el pesnat Tiger II.

## Classificació dels tancs
Els sistemes de classificació de tancs van ser utilitzats fa cent anys a partir de la seva història. La classificació sempre es determina segons els papers dels vehicles en una guerra mecanitzada, que ha sigut alterada a causa dels avanços en la tecnologia. No hi ha cap classificació fixa en tota la història i en tots els països.
Els tancs es classifiquen sovint pel pes com a 'lleugers', 'mitjans' o 'pesants', cadascun amb un paper determinat aproximat. Altres tipus de tancs se citen pel seu paper o funció, que depèn de la doctrina militar contemporània. A més, els tipus de tancs pel pes varien en el temps; un tanc mitjà de 1939 pot pesar menys que un tanc lleuger de 1945. Alguns exemples:
- El tanc d'infanteria britànic Mk II Matilda té el pes d'un tanc mitjà Panzer III o un Panzer IV alemany. Això és degut al fet que l'armadura que porta és propi d'un tanc pesant, però el canó és típic d'un tanc lleuger o mitjà d'aquell temps.
- Els tancs alemanys Panzer IV eren sovint anomenats tancs 'pesants' del 1939 al 1940, perquè tenien un armament de gran calibre dissenyats per atacar les posicions d'infanteria. No obstant això, el Panzer IV va ser anomenat, pel poc personal a bord, com un tanc mitjà.
- Els tancs americans M26 Pershing van ser dissenyats com a 'pesants', malgrat ser més rutinari en equip un tanc mitjà Panzer V Panther que un tanc pesant Panzer VI Tiger.
- Els tancs mitjans soviètics T-34/85 usaven uns canons de 85mm, comparables amb els tancs pesants Tiger amb canons de calibre de 88mm. No obstant això, com que el blindatge i la velocitat, i l'armament eren forts, els dos van ser classificats en classes diferents.
- Els tancs soviètics IS-2 van ser classificats com a pesants per la impenetrabilitat de la seva armadura ben dissenyada i un canó de 122mm.

### Rerefons
Els estrategs britànics i soviètics en la Segona Guerra Mundial classificaven els tancs en tres grans grups: infanteria, lleuger, i cavalleria. Els tancs d'infanteria van ser distribuïts en les unitats d'infanteria, per donar un suport als soldats i vehicles que van a peu. Els tancs lleugers tenen un paper d'observació del terreny. Els de cavalleria o ràpids estaven dissenyats per moure's ràpid per les línies enemigues i lluitar contra vehicles blindats enemics. En els anys 30, alguns soldats veien que el servei d'aquests tancs eren com el suport de la cavalleria a cavall.
Però poc abans del final de la I Guerra Mundial, alguns teòlegs militars com va ser J.F.C. Fuller, i en Basil Liddell Hart, van formular una imatge diferent, ideaven que el combat seria molt mecanitzat i les tropes no haurien de sortir del vehicle, ja que les unitats blindades eren els elements armamentístics per excel·lència. Les condicions del Tractat de Versalles van forçar a Alemanya a construir vehicles blindats, fent abandonar les teories conservadores i desenvolupar tàctiques Blitzkrieg.
Els papers dels tancs d'infanteria i cavalleria es van abandonar a finals de la II Guerra Mundial. Els tancs de la II Guerra Mundial van ser classificats pel pes: els ràpids i relativament barats tancs lleugers per composició, els tancs mitjans per a propòsits generals, i els lents tancs pesants per abatre defenses fortificades i altres vehicles. L'experiència en combat va ajudar els dissenys que no tenien èxit.
Després de la II Guerra Mundial, els cotxes blindats i altres vehicles van tenir un rol cada cop més d'observació del terreny i reconeixement. Els tancs pesants es van veure incapaços quan havien d'anar ràpid, però els avanços en el motor, l'armament i la tecnologia va fer que els tancs mitjans tinguin les característiques dels tancs pesants; però la tecnologia més nova en mobilitat, potència de foc i protecció es veuen més aviat en els tancs principals de batalla (MBT en anglès).
Alguns dels noms designats per anomenar els vehicles blindats i els tancs al pas del temps són:
- Fins al 1918:
  - 'mascle', 'femella' (referint-se a l'armament; els tancs mascles són els que estan equipats amb un o més canons, mentre que els tancs femelles són els que només estan armats amb un canó); s'hi inclouen aquí els tancs lleugers, mitjans i pesants.
- De 1918 a 1950:
  - tanqueta, blindats de reconeixement, tanc ràpid, tanc travessador, tanc de cavalleria, tanc d'assalt, tanc d'infanteria, tanc lleuger, mitjà i pesant i tanc superpesant
- De 1950 a l'actualitat:
  - Tanc principal de batalla, vehicle d'infanteria de combat, Boyevaya Mashina Pekhoty (BMP, infantry fighting vehicle), Stridsfordon ("Vehicle de combat"), vehicle de cavalleria de combat

## Generacions i etapes dels tancs
Els tancs a vegades han sigut classificats en diferents generacions, però no hi ha un pla fix de generacions de tots els tancs i països. Els soviètics i russos organitzaven els tancs en una primera etapa que va durar fins al 1945, i després n'hi ha quatre més pels tancs principals de batalla, mentre que els estrategs canadencs organitzen els tancs principals de batalla en tres generacions. El món militar de la República Popular de la Xina també reconeix tres generacions pels seus tancs.

## Tipus de tancs
Hi ha diversos noms per descriure els tipus de tancs, i són similars als objectius per als quals han estat dissenyats. Alguns tancs lleugers van realment a poc a poc, i n'hi ha d'altres que van ràpid. Alguns tancs pesants tenen un canó de gran calibre, poca velocitat i serveix contra defenses d'infanteria, i n'hi ha d'altres que tenen característiques inverses.

### Tipus de tancs de la I Guerra Mundial

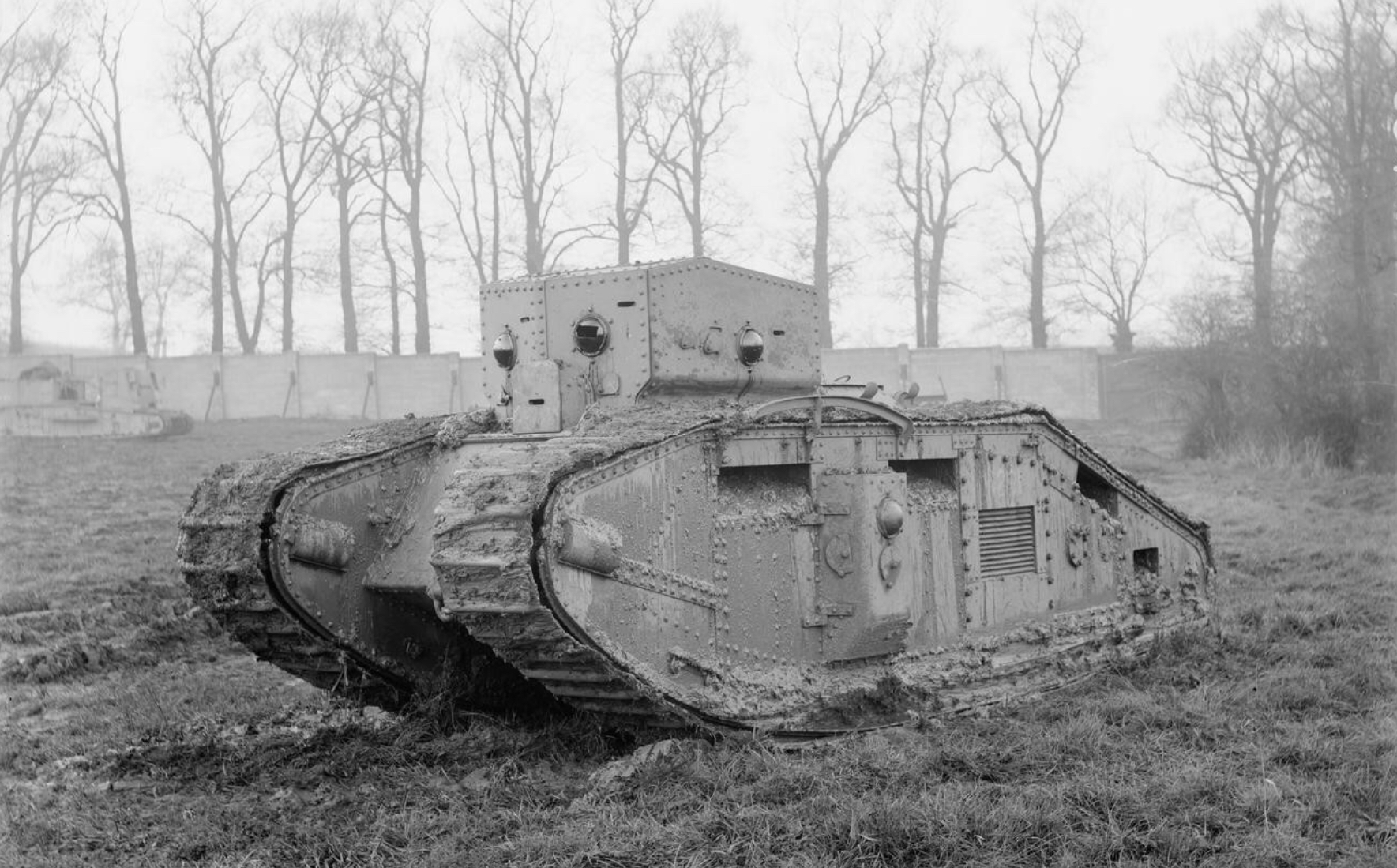
Un Mark B mitjà, un tanc britànic a finals de 1918.

En la Primera Guerra Mundial, el primer tanc, el Mark I, va ser dissenyat per donar suport a la infanteria travessant les línies enemigues i atacant a llocs amb canons enemics. En un principi, tenien dos tipus de papers en batalla: els 'mascles', armats amb canons d'artilleria, i les 'femelles', armats amb canons anti-infanteria per protegir els 'mascles'. Però hi havia també tancs d'altres tipus, seguint la línia de lleugers, mitjans i superpesants; per exemple, el tanc lleuger FT-17 (aproximadament de 7 tones / 15.000 lb.) i el mitjà Medium Mark A 'Whippet' (14 tones / 31.360 lb.). Pel final de la guerra, el Mark I (~30 t / 56-60.000 lb.) podia ser classificat com un tanc mitjà, i el Whippet com un de lleuger. Els tancs superpesants com el Char 2C (69 tones / 158.000 lb.) o el K-Wagen (120 t / 275.000 lb.) van ser construïts al final de la guerra. D'altra banda, l'actual MBT britànic, el Challenger 2, pesa unes 60 tones (137.500 lb).

### Desenvolupament de tancs: 1930–1945
Els models dels tancs que van ser desenvolupats abans i durant la II Guerra Mundial seguien unes diverses filosofies, amb diferents combinacions a l'armadura, la mobilitat i l'armament. Cada nació va crear el seu tipus de vehicle per a un ús determinat. Les noves doctrines militars van fer que es creessin millors tancs a partir del motor, les cadenes de rodament, la transmissió i la suspensió, que va fer que els tancs tinguessin més autonomia en quilòmetres com més facilitat en superar obstacles. Les idees de l'inventor americà Walter Christie van ser importants per crear tancs ràpids.
La doctrina del tanc al Regne Unit declarava que un grup de tancs hauria d'acompanyar a la infanteria igual com va passar en la I Guerra Mundial, mentre que un altre grups de tancs 'travessador' haurien de travessar els elements de terreny difícils per a la infanteria, amb un paper semblant a la cavalleria.
A l'URSS, la doctrina dels tancs de 1930 especificava tres grups de tancs: un de tancs 'demolidors' en el suport d'infanteria, un altre pel suport tàctic, i un altre de 'tancs ràpids' per les operacions amb maniobres.
A l'Alemanya, les idees de Guderian va establir que es necessitaven formacions específiques de tancs, però amb varietat d'armament.
Als EUA, els tancs servien per donar suport a la infanteria, mentre que les divisions podien ser ajudats per caçacarros pel combat enemic contra altres tancs. No hi havia un paper específic pels tancs travessadors americans, ja que es van usar per donar suport a la infanteria.
Aquestes doctrines dels tancs en diverses nacions són importants cara les classificacions dels tancs.

#### Tanc d'infanteria

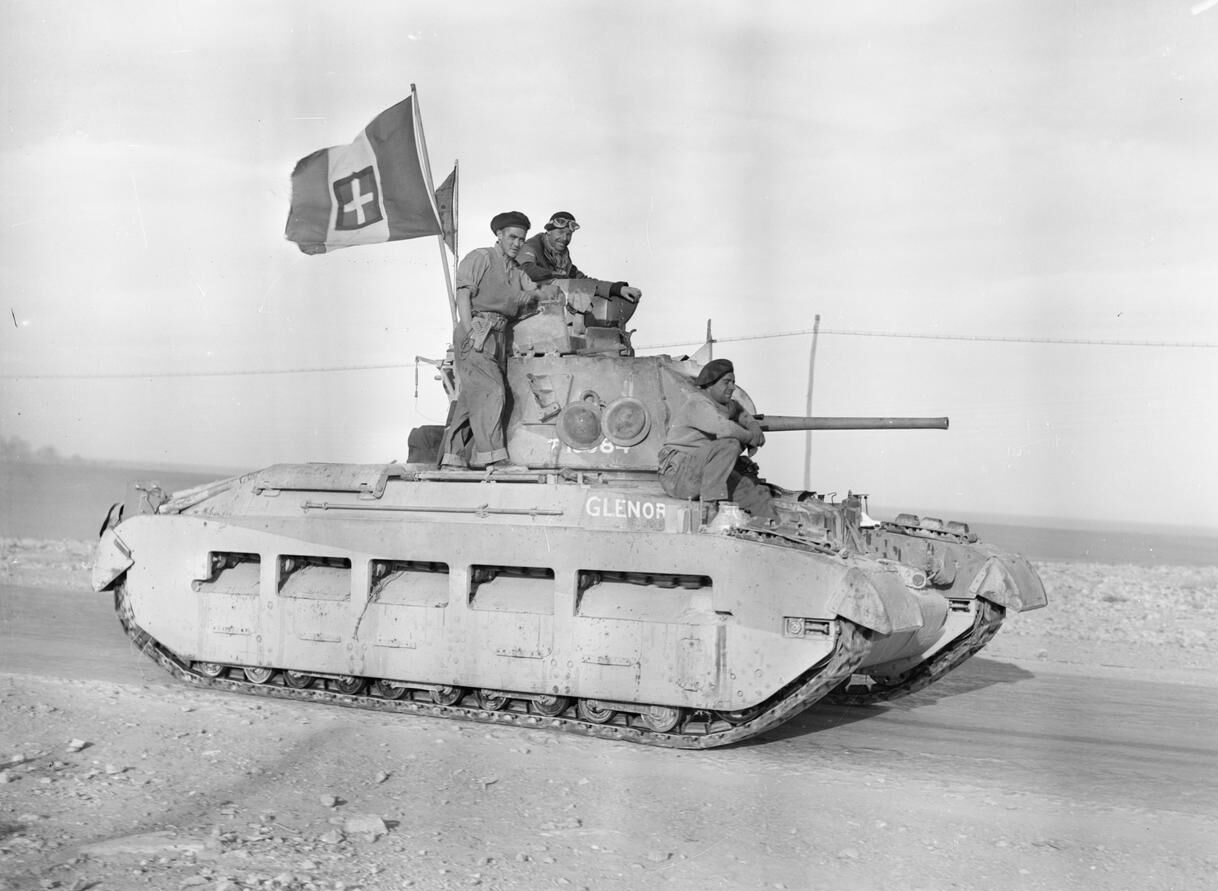
Un tanc Matilda britànic amb una bandera capturada italiana

La idea d'aquest tipus de tanc va ser desenvolupada durant la Primera Guerra Mundial pels exèrcits britànics i francesos. El tanc d'infanteria va ser disseny per treballar juntament amb la infanteria, movent-se a una velocitat moderada, el qual ha de tenir més armadura que un tanc més veloç. La seva tasca principal és la de netejar obstacles en el camp de batalla, matant soldats enemics, i protegir la infanteria a mesura que va avançant a través de les línies enemigues.
Un dels tancs d'infanteria més coneguts és el Matilda II de la Segona Guerra Mundial. La seva armadura era suficient per aturar la majoria dels trets anti-tanc d'aquell temps. Amb el canó QF 2-pounder era suficient per lluitar contra la majoria dels tancs mitjans i lleugers a principis de la guerra. No s'ha de confondre amb el Matilda Mk I, que també és un tanc d'infanteria, que no obstant va ser equipat amb només un canó. Els tancs d'infanteria Churchill i Valentine van ser també models amb molt èxit, amb un gran nombre de variants i versions, com la muntada de canons més potents com el QF 6-pounder.

#### Tanc de cavalleria

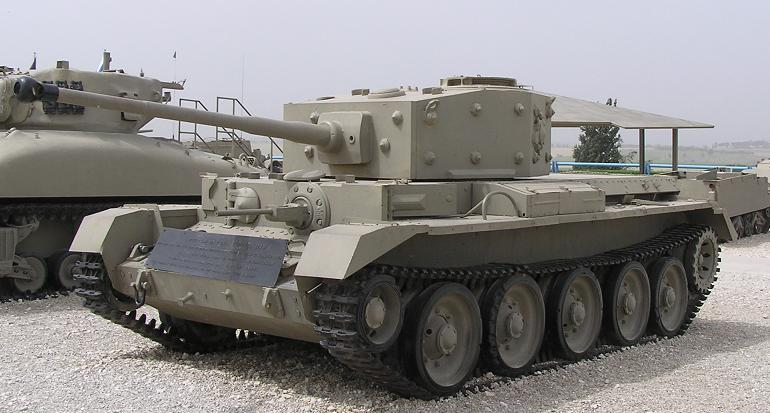
Tanc Cromwell.

Un tanc travessador, o de cavalleria, està dissenyat per moure's ràpidament i penetrar en el front enemic. La idea va ser originada al "Pla 1919," un pla britànic per poder superar els problemes que es van tenir en la I Guerra Mundial en part a través de l'ús de vehicles blindats ràpids (al capdavall és comparable amb altres tipus de tancs). Aquest concepte va ser després anomenat com a "Tancs Ràpids" ideats per Walter Christie.
Van ser usats pel Regne Unit durant la II Guerra Mundial, i els primers models van ser armats amb canons antitancs i no era efectiu contra la infanteria. Aquests tancs van ser dissenyats per complementar els tancs d'infanteria, travessant les línies enemigues i destruint obstacles defensius petits. A la pràctica, aquests tancs eren menys efectius que els tancs alemnays de l'època.
Els primers dissenys de tancs de cavalleria, com l'A9 i l'A10, van ser lleugerament blindats, però van posar-li més blindatge i armament a mesura que avançava la Segona Guerra Mundial. Aquests dissenys primerencs van ser substituïts per cavalleria de tancs més grans com la sèrie Crusader, els quals eren revestits amb una armadura més lleugera (però millor blindada), com l'americà M3 Stuart. El 1942–1944, les unitats de tancs de cavalleria britànics van ser reequipats amb tancs americans M4 Sherman. El 1944, per renovar els tancs antics, unes quantes unitats s'hi van instal·lar armament, equip i motor més actual: els tancs de cavalleria Cromwell, que són armats i blindats de manera semblant al Sherman però encara és més ràpid. El tanc de cavalleria final va ser el Comet, introduït a finals de 1944, que va ser extremadament efectiu com a tanc mitjà en comparació amb l'alemany Panther. L'últim dels tancs de cavalleria britànics, és el Centurion, que pot ser un dels primers MBT.
La classificació de tancs ràpids soviètics (bistrokhodniy tank, o tanc BT) també entra el concepte d'infanteria/cavalleria en la guerra mecanitzada. Els tancs ràpids soviètics es diferencien dels tancs lleugers per l'èmfasi en la velocitat, i veina d'un prototip del tanc Christie de 1931. El T-34 va ser desenvolupat en aquesta línia, amb el seu armament, armadura, i totes les capacitats dins de la categoria dels tancs mitjans.

#### Tanc lleuger

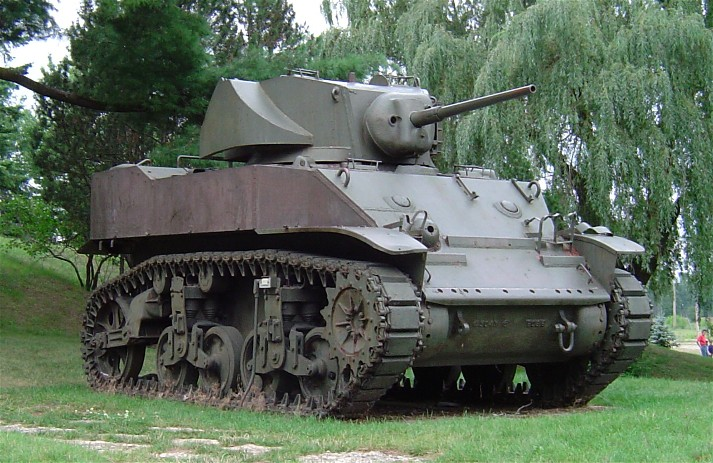
Un tanc lleuger Stuart M5A1 al Museu de tancs de Worthington.

Els tancs lleugers tendeixen a ser vehicles petits, ràpids i més barats de produir. El pes d'un tanc 'lleuger' es va incrementar durant la Segona Guerra Mundial. Per exemple, el M24 Chaffee va ser un tanc lleuger per la Segona Guerra Mundial, però pesa més que un Panzer III, un tanc mitjà de 1939-43 però obsolet quan va sortir el Chaffee. Alguns tancs lleugers estan capacitats de moure's per terra ràpidament en comparació amb els tancs més pesants i la maniobrabilitat a través d'obstacles com malesa de la selva, mentre que era letal contra la infanteria. L'Exèrcit Imperial Japonès va tocar aquesta habilitat pels seus tancs lleugers durant la batalla de Malaia. No obstant això, alguns altres tancs lleugers no eren tan mòbils com els altres cosins més pesants, en part per economitzar els motors de camió dels tancs més grans, pesants, però més potents que els tancs mitjans enemics.
Els tancs lleugers eren comuns al principi de la Segona Guerra Mundial; eren el principal vehicle a les formacions alemanyes, poloneses i franceses, en les campanyes poloneses i franceses, però durant la guerra van passar a tenir un paper de reconeixement de terreny perquè van incrementar la potència dels tancs i les armes antitancs. Alguns amfibis, i  tancs Tetrarch, eren prou petits per la batalla. Eren posat sovint en el grup de cotxes blindats. La Unió Soviètica no va construir ni experimentar gaire amb tancs voladors, col·locant ales llargues a cada costat del tanc.
La URRS va experimentar donant a les unitats d'infanteria el suport de tancs lleugers (p.e., el T-70) cara als blindats. La idea va ser un fracàs perquè l'armadura dels tancs eren penetratrats fàcilment per les armes antitancs alemanyes, i la potència de foc era inadequada per la lluita contra altres tancs o destruint fortificacions defensives.
Després de la Segona Guerra Mundial, els tancs lleugers van continuar amb el rol de reconeixement i observació del terreny, gràcies al seu preu relativament barat i el gran potencial motor com també les capacitats d'amfibi, però ha sigut gradualment substituït per vehicles de transport d'infanteria i cotxes blindats.
L'etapa francesa en la II Guerra Mundial en els tancs lleugers (Char Léger) va ser gairebé semblant a les altres nacions de la mateixa èpocs. D'ençà que es va intentar utilitzar com a suport d'infanteria i no com a lluita contra altres tancs, aquest tipus de tancs han disminuït en nombre. Els francesos han desviat l'ús d'aquest tipus de vehicles pel Reconeixement Blindat (Automitrailleuses de Reconnaissance) i el Combat Blindat (Automitrailleuses de Combat) per papers d'escoltament i petites batalles.

#### Tanc mitjà

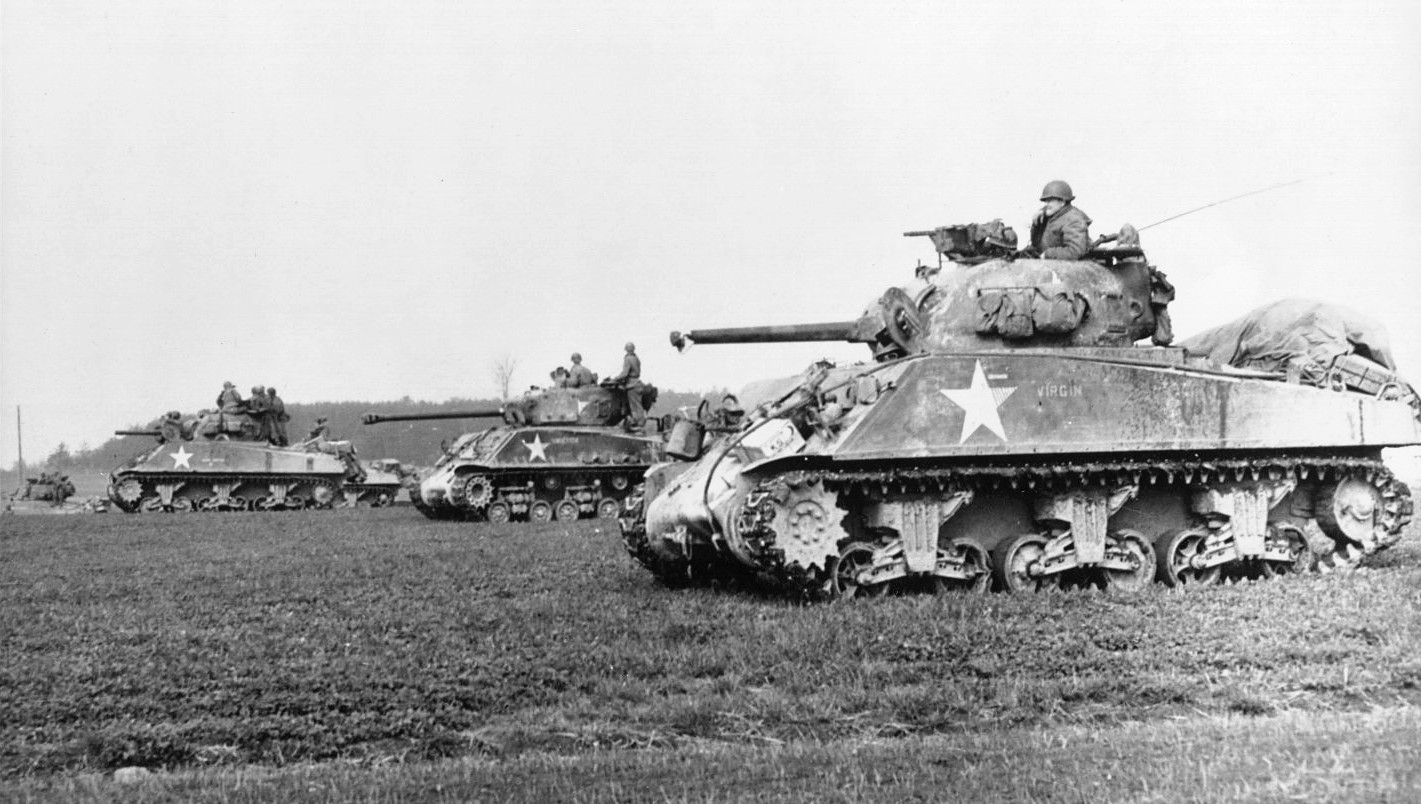
Un tanc mitjà Sherman de la II Guerra Mundial, el vehicle clau en les forces blindades estatunidenques.

Els tancs mitjans són els que en pes no són ni gaire lleugers ni pesants, i en molts dissenys tenen una potència de foc, mobilitat, protecció, i armadura equilibrada, i pot tenir una gran varietat de tasques. En la I Guerra Mundial, el ràpid tanc Mark I seria un tanc mitjà comparat amb els models d'aquella època.
Els tancs mitjans en el període d'entre-guerres s'incloïen el britànic Vickers Mitjà Mark II, el francès Char B1 i el soviètic multi-torreta T-28. Durant aquest temps han sigut sovint considerats per a tadques tradicionals com els tancs d'infanteria i els de cavalleria, pel seu pes.
Hi ha tancs mitjans que s'especialitzen contra la infanteria (com en la II Guerra Mundial: el Panzer IV i el M4 Sherman de 75mm amb torret), però també estan especialitzats contra els tancs, amb un canó de tanc de gran velocitat per girar. Els tancs mitjans francesos (Chars Moyens) són més semblants als tancs lleugers, però menys pesants, pensats per al suport a la infanteria. Els seus tancs de cavalleria (Char de cavalerie|chars de cavalerie) s'especialitzen en la velocitat a més de l'energia i la protecció d'altres models. Els tancs mitjans són semblants entre ells en la majoria de països.
Quan els dissenyadors de tancs soviètics van preparar un successor en la sèrie del BT Fast Tank, van combinar la gran velocitat, l'armadura i el llavors increïble canó de gran velocitat de 76 mm. El resultat va ser el tanc mitjà T-34, que va sorprendre ràpidament la Wehrmacht quan va invadir la Unió Soviètica. Les lliçons de la Blitzkrieg, primer utilitzat pels alemanys però que després ho van adoptar altres nacions, van trobar la seva millor expressió en les formacions nodrides de tancs mitjans amb infanteria motoritzada. El punt de vista tradicional del rol dels tancs d'infanteria i cavalleria van quedar obsolets.
D'altra banda, la Unió Soviètica i els Estats Units van aprofitar l'equilibrat tanc mitjà en un gran nombre; el resultat va ser 57.000 T-34 i 49.000 Sherman que van ser construïts durant la guerra.
Durant i després de la guerra, el paper dels tancs lleugers van ser gradualment substituïts pels cotxes blindats que eren més barats i s'especialitzaven en tasques de reconeixement del terreny. Els tancs pesants, que es van veure les seves limitacions a la II Guerra Mundial, els països van procurar blindar-los i armar-los més, però aquests han sigut substituïts pels tancs mitjans millorats. Els simples i més econòmics canons autopropulsats, i després els míssils antitancs, tenien un paper de lluita contra els tancs i altres vehicles, fent que els tancs s'especialitzessin més en afers amb vehicles més ràpids.
Amb la producció de tancs relativament més cars va fer que es creessin tancs mitjans més versàtils, això va fer que es canviés la idea de guerra mecanitzada i entrés el concepte del tanc principal de combat.

#### Tanc pesant

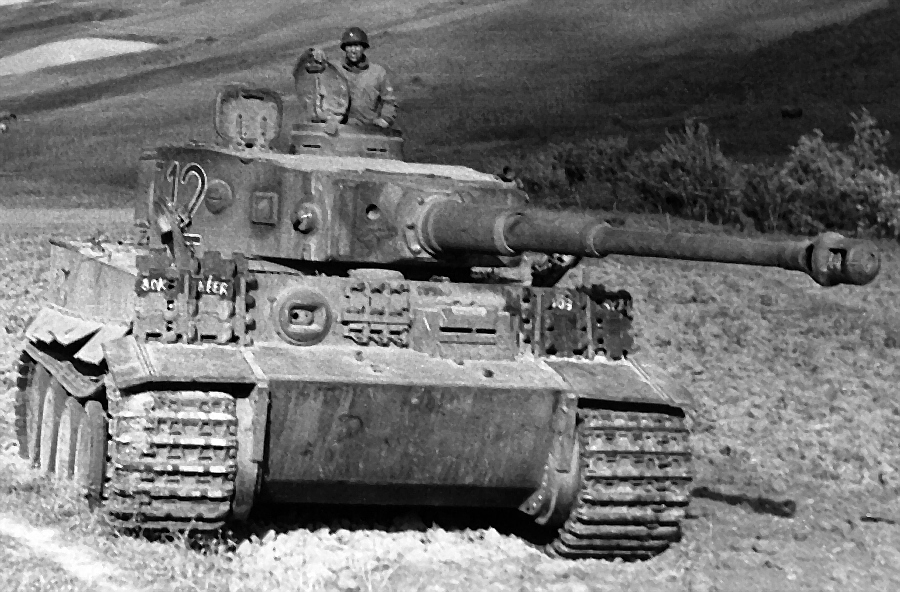
El tanc alemany Tiger

Els tancs pesants estan dissenyats per destruir altres tancs més petits, però donen més èmfasi en la defensa que en l'atac. Els objectius d'aquests models són atacar obstacles, creant camins o sendes i atacar contra altres vehicles armats enemics. Carreguen molta armadura i hi col·loquen motors més potents per a no disminuir excessivament la mínima velocitat d'avanç.
El primer tanc, el Mark I de la I Guerra Mundial, es va dissenyar amb aquesta filosofia: com també va ser el Char 2C, un dels tancs més llargs creats. Al començament de la II Guerra Mundial, els francesos i els soviètics van ser els únics països que van inventar i produir tancs pesants, com el Char B1, T-35 i el KV-1. El tanc d'infanteria Matilda II, no era del tipus pesant com el cas dels altres, ja que tenia menys armadura que la majoria dels tancs similars de la seva època. Després, els exemples alemanys com el Tiger I i el II, com també els de la sèrie IS eren comuns en la II Guerra Mundial. El problema dels tancs "pesants" contra els "mitjans" és més una qüestió tàctica que pel pes; el Pz.Kpfw. V Panther, per exemple, va ser un tanc "mitjà" que seria classificat dins dels tancs "pesants" aliats.
Els tancs pesants són famosos per tenir bons resultats en l'atac contra tancs lleugers, i destruir fortificacions amb els seus canons de llarg abast. Tot i així aquests tancs tenen menys mobilitat que els mitjans, que aquest no va ser sempre el cas, ja que els models més sofisticats de tancs pesants tenien una gran suspensió i transmissió per reduir el desgast i això augmentava la rapidesa generalment. El Tiger alemany, per exemple, tenia una bona velocitat i unes millors característiques de rodament en terrenys quan es comparava amb el tanc lleuger-mitjà Pz IV.

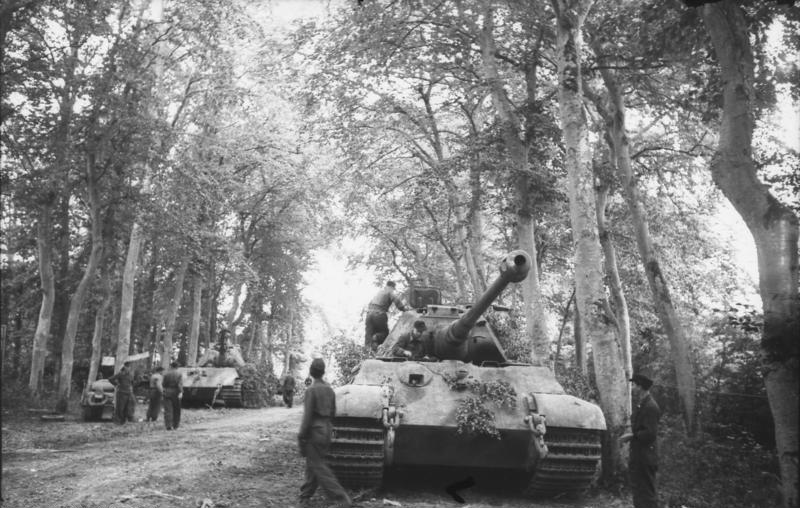
Un Tiger II alemany

Després de la II Guerra Mundial va ser el moment quan van haver més tancs pesants a part dels mitjans, que s'hi podia incloure el tanc pesant M103, el FV214 Conqueror i el ARL 44, en resposta al T-10 soviètic. Com que tenien uns canons llargs permeten un calibre, aquest element havia de ser manejat per dos homes fent tot i així una lentitud en el gir del canó. Gràcies a les millores dels motors i la tecnologia en el blindatge, hi van haver més tancs mitjans capaços de tenir un armament de més calibre. Després d'això, el paper dels tancs mitjans i pesants s'esvaïa, ja que van venir els tancs principals de batalla (MBTs), que tenien les capacitats d'un tanc pesant. Els canons d'assalt pesants van passar a formar a ser armes pròpies antiinfanteria.
Els tancs pesants van quedar encara més obsolets quan van sortir els míssils antitancs guiats i els explosius antitancs (HEAT). Aquests míssils eren més efectius i flexibles que el moviment amb un canó d'un tanc pesat, i la mateixa armadura del tanc no era suficient per als potents HEAT.

#### Tanc superpesant
Existeixen alguns encara que rars vehicles anomenats "tancs superpesants". Com el nom indica, la majoria d'aquests vehicles són extremament pesants, com pot ser l'alemany Panzer VIII Maus, que bloquejava carrers. Els tancs superpesants destaquen pel seu pes extremat, que eren realment difícils de dirigir en la seva època. Els armaments d'aquests tancs immensos eren canons d'artilleria pesants. La majoria d'aquests tancs superpesants només eren pre-prototips, mentre que altres mai han sortit de la fàbrica, com el Landkreuzer P. 1000 Ratte i el Landkreuzer P. 1500 Monster. En la II Guerra Mundial i el període de la postguerra es va veure un rapid i petit zenit de tancs superpesants amb el concepte de la sèrie-P de tancs alemanys, l'experimental tanc Tortoise britànic i l'americà T-28. Els tancs superpesants tenen una minuciosa vida; les unitats aèries poden veure fàcilment aquests tancs i aquests són atacats amb bombes i armes antitancs. Amb el desenvolupament de bazooques i míssils, els tancs superpesants van entrar en declivi. D'altra banda, aquests tancs haguessin sigut ideals per a la I Guerra Mundial comparables amb els canons d'assalt pesants i els canons autopropulsats.
Alguns dissenys de "tancs pesants d'assalt" són actualment canons autopropulsats, com l'alemany Jagdtiger, com també va ser al mateix temps el tanc pesant d'assalt Tortoise britànic i l'estatunidenc T-28.

### Tanc principal de combat (a finals del segle XX)

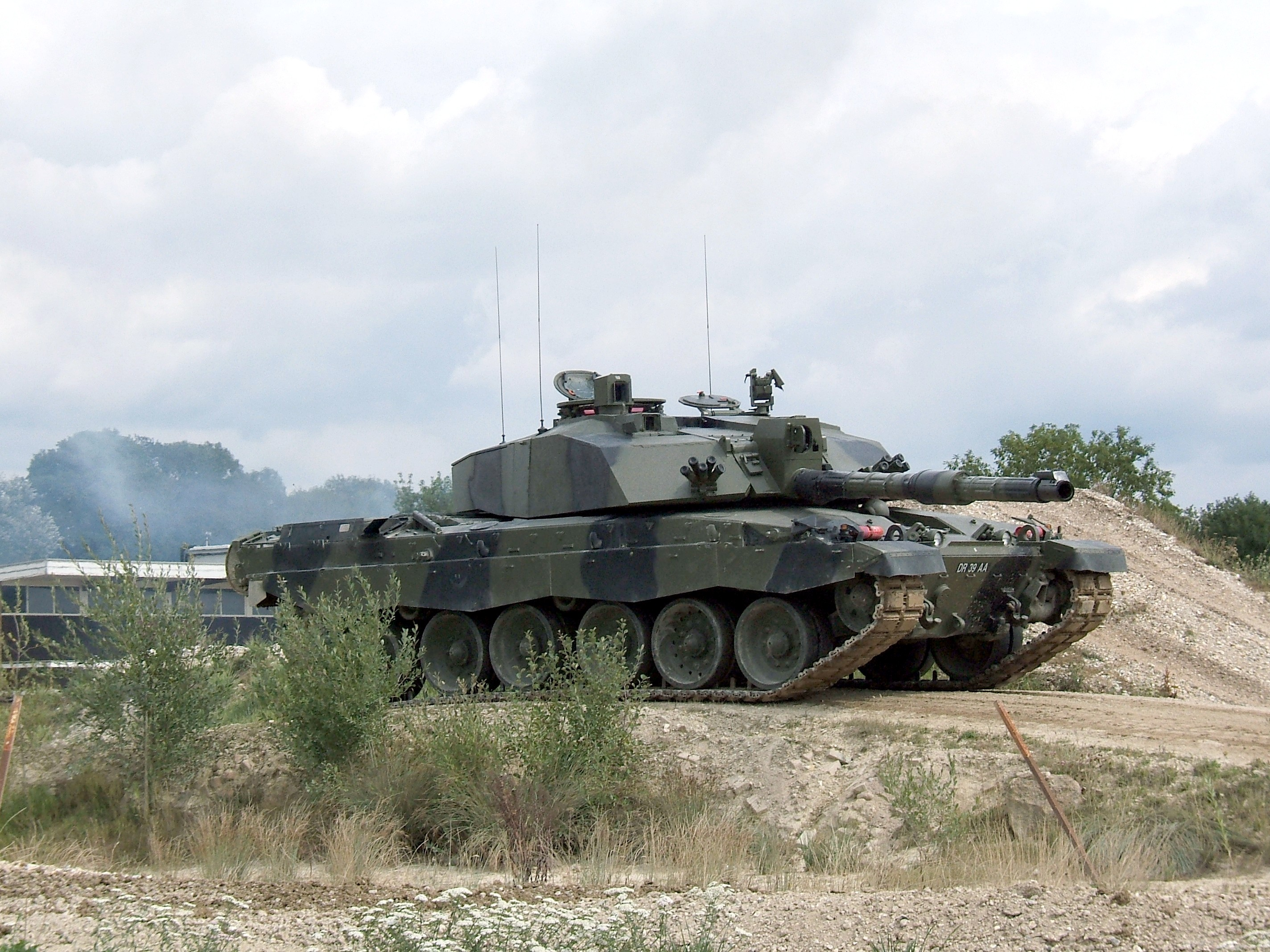
Un Challenger 2 de l'Exèrcit britànic és un tanc principal modern que utilitza el blindatge de Chobham.

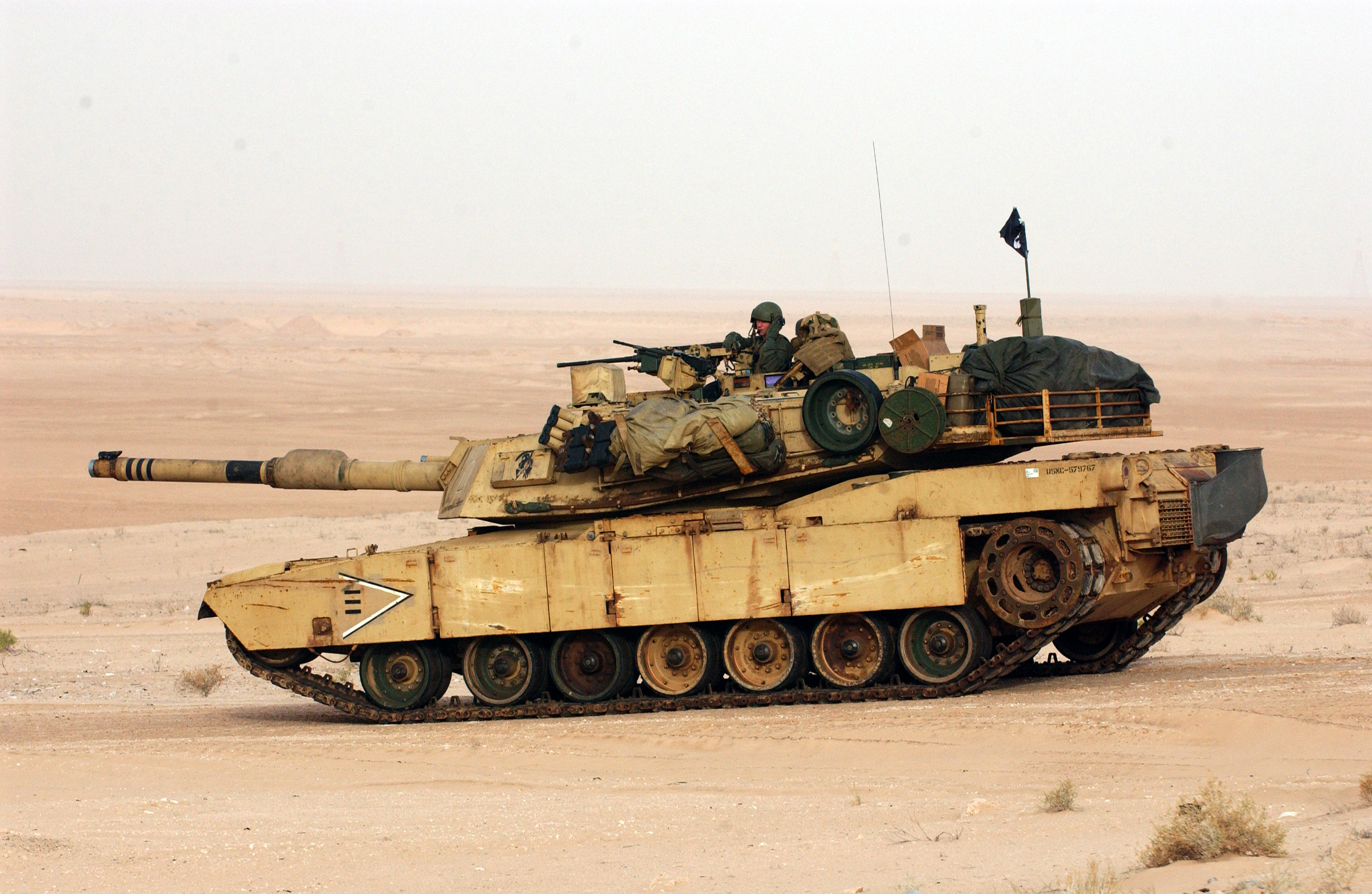
Un tanc M1 Abrams del Cos de Marines dels Estats Units d'Amèrica.

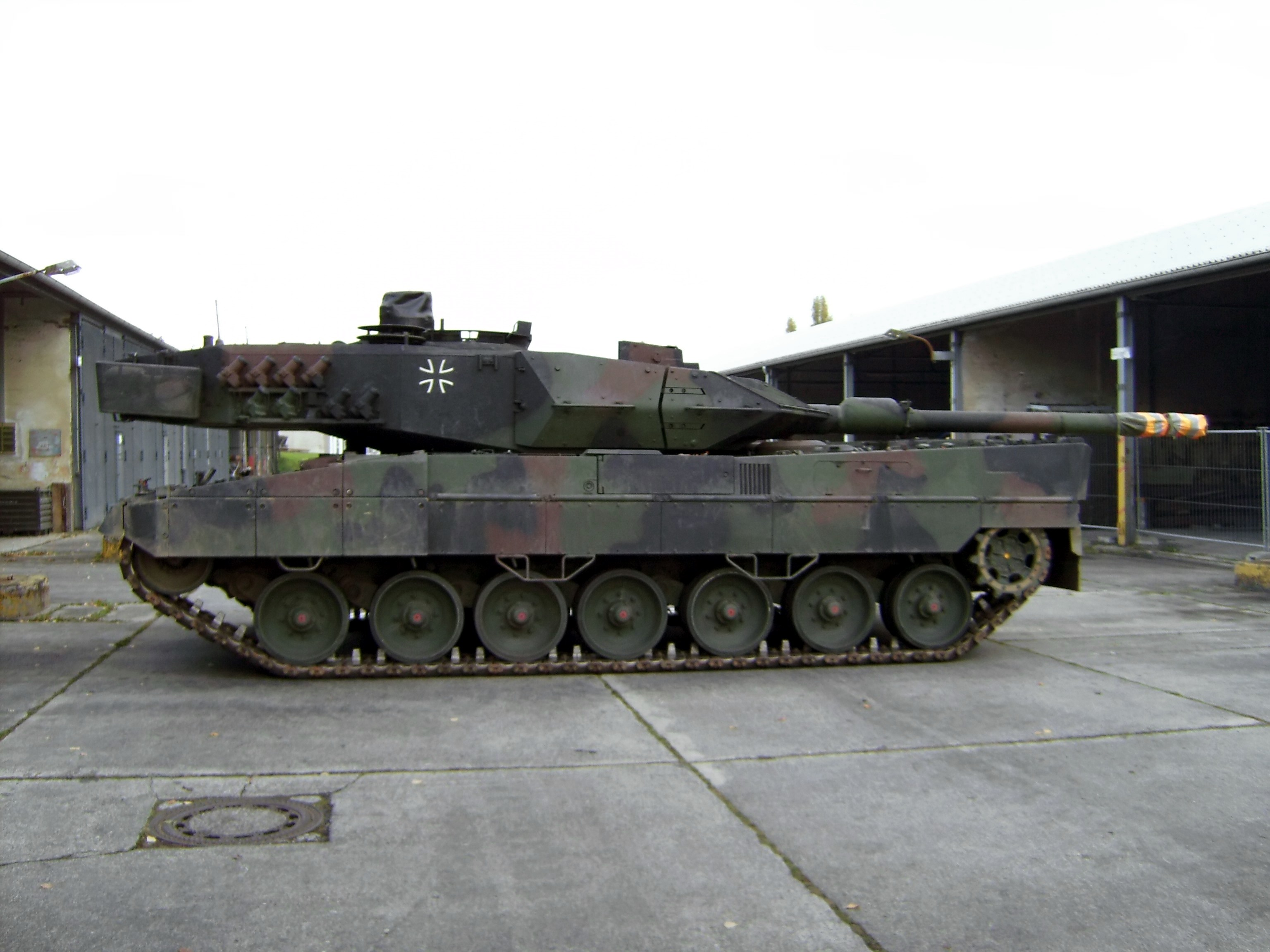
Un modern Leopard 2 A6M de l'Exèrcit alemany

Els avanços en el disseny, blindatge i motor dels tancs va fer que els dissenyadors de tancs incrementessin les capacitats dels tancs significativament sense carregar amb dissenyats pesants, tot i que el pes ha augmentat gradualment. No obstant això, la munició HEAT penetra en l'acer dels tancs fent-los inservibles. Avanços com el blindatge de Chobham britànic fan que els trets HEAT no siguin tan perforadors, però la vulnerabilitat és tot i així tocada. Malgrat que ja no hi ha tancs pesants, aquests no són els més pesants. Els tancs de cavalleria britànics són més pesants, i els tancs mitjans tenen com a objectiu contra la infanteria, però amb la diferència que s'ha millorat l'armament i la mobilitat. El nom de "tanc principal de batalla" (MBT en anglès) té un ús fluix.
Molts MBT de la Guerra Freda van evolucionar aproximadament dels dissenys de tancs mitjans de la II Guerra Mundial: la sèrie americana de tanc Patton va ser una sèrie de successives evolucions del M26 Pershing, per exemple, i el rus T54/55 va ser un descendent directe del T-44, que era una evolució del T-34. Això vol dir que molts MBT venen del "tanc mitjà" pel seu pes, mobilitat i protecció. No obstant això, en les dècades de 1960 i 1970, va aparèixer una generació de tancs principals, començant amb el tanc Chieftain britànic. Aquests vehicles estaven influenciats clarament (el Chieftain, per exemple) pel pes com el tanc Tiger de la II Guerra Mundial i la possessió de molta armadura i gran potència de foc. De manera semblant, la sèrie americana M1 Abrams, l'alemany Leopard 2 i el britànic Challenger 2 estan en el grup de tancs "mitjans" i "pesants" per la seva categoria de pes. Potser per definir un tanc principal de batalla ha de tenir unes característiques equilibrades en el pes, mobilitat i potència de foc, però amb la idea de tenir només un vehicle per a fer tasques de travessament d'obstacles i línies enemigues.
El terme "tanc principal de batalla" està aplicat als tancs que tenen capacitats modernes en batalla. Que sigui capaç de defensar amb les armes actuals. No obstant això, el tipus d'armament dels MBT moderns és nombrós.
La majoria dels tancs MBT són vulnerables als atacs amb armes antitancs, que sovint han estat dissenyats per atacar: a sobre, davant i les rodes o cadenes de rodatge. Els tancs també són vulnerables a mines i a altres tipus d'explosius similars. Mentre que un tanc pot tenir un quart de metre de blindatge per la part frontal, no pot haver molta armadura en els costats, ja que sinó és més complicat la maniobrabilitat.
Aquests tancs s'especialitzen per sobreviure en batalla: per la protecció, mobilitat i potència de foc. L'armadura que porta a sobre pot aturar la metralla d'explosions. El blindatge en el cos dels tancs MBT es van millorant al pas del temps, ja que es busquen materials cada vegada més resistents, però sovint aquestes informacions no es revelen o només una part. Per exemple, en la Guerra del Golf de 1991 es van veure els míssils antitancs Hellfire que podien inutilitzar (no destruir) un M1 Abrams però els tripulants podien sobreviure. Es va comprovar que en els tancs M1 Abrams es podia sobreviure amb trets de 120mm and 125mm tot i tenir gran armadura. Un tret de 120mm podia perforar un tanc. Després es va concloure que es podia tapar el forat i poder continuar en la batalla. Durant la invasió de l'Iraq el 2003, un Challenger 2 va ser atac per un altre tanc i l'impacte va anar a parar al carregament de munició. Això va provocar que els tripulants es fereixin. Un altre Challenger només va patir uns petits danys. Per això és millor que s'ataqui pels costats que pel davant o pel darrere, ja que és aquí on hi ha menys capes d'armadura. Es va provar amb un Leopard 2 A5 que va ser disparat per un altre Leopard 2 A5 i es va necessitar set trets per abatre l'armadura frontal. L'Exèrcit alemany també va fer diverses proves. Es va provar amb un Leopard 2 A4 disparat amb un T-80, i es va comprovar que el T-80 només podia perforar un Leopard 2 A4 llevat que tingui una potència de 1200m. Es va provar de manera semblant un Leopard 2 A5 disparat amb un nou T-80U i un T-72 (donant-li a la part més petita d'armadura), i es va comprovar que es necessitaven molts projectils per abatre'l. Quan es miren aquestes proves, es creu que les característiques dels tancs no fan més que pujar, però cal recordar que els altres vehicles i armament militar també s'aprofiten aquests materials i processos de fabricació.
El Leopard 2, l'AMX-56 Leclerc, el M1 Abrams, el Challenger 2 i el Merkava Mark IV, i l'Ariete són considerats els millors tancs del món en camps d'armament, blindatge i mobilitat.

### El s.XXI: el declivi del blindatge pesant?

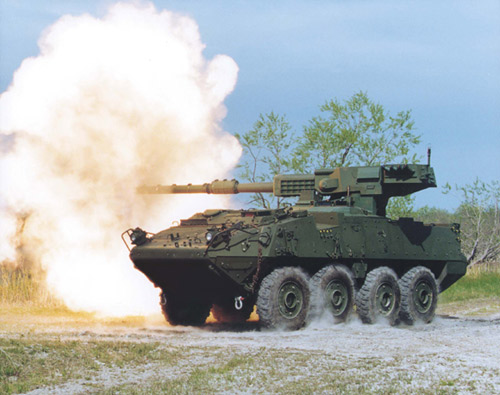
El Sistema de Canó Mòbil, un possible vehicle a rodes que substituirà els tancs.

En algunes ocasions el tanc s'ha declarat obsolet, i està desapareixent del camp de batalla. El primer exemple va ser els míssils guiats de la dècada de 1960, que necessitava un equip de personal petit, normalment dos homes, per destrossar qualsevol tanc a distàncies llunyanes. Els dissenyadors de tancs van respondre-hi augmentant-li l'armadura, l'armadura composta i els sistemes de blindatge reactiu, però tot i així es necessita un míssil de gran potència per destrossar els moderns MBT per ser més grans, mòbils i compactes.
El futur dels tancs va tornar a fosquejar en la dècada de 1970 quan van entrar en producció els míssils de gran abast, aquesta vegada muntats en helicòpters.
En els temps moderns a partir de la Guerra Freda s'ha tornat a discutir el paper dels tancs en les guerres no convencionals. La gran mobilitat i rapidesa de les forces armades en combat són elements clau en la victòria, i els tancs moderns no solen anar a grans velocitats. En la primera dècada del segle xxi, el Canadà va començar a liquidar el seu parc de tancs Leopards (que hi són fa 30 anys) a favor dels moderns sistemes de canó mòbils, però tot i així també es va decidir de comprar 100 tancs principals Leopard 2 A6 el 2007 per l'experiència a l'Afganistan. Però Bèlgica ha reequipat els seus dos batallons de tancs amb vehicles amb rodes 8×8.

## Tancs especials

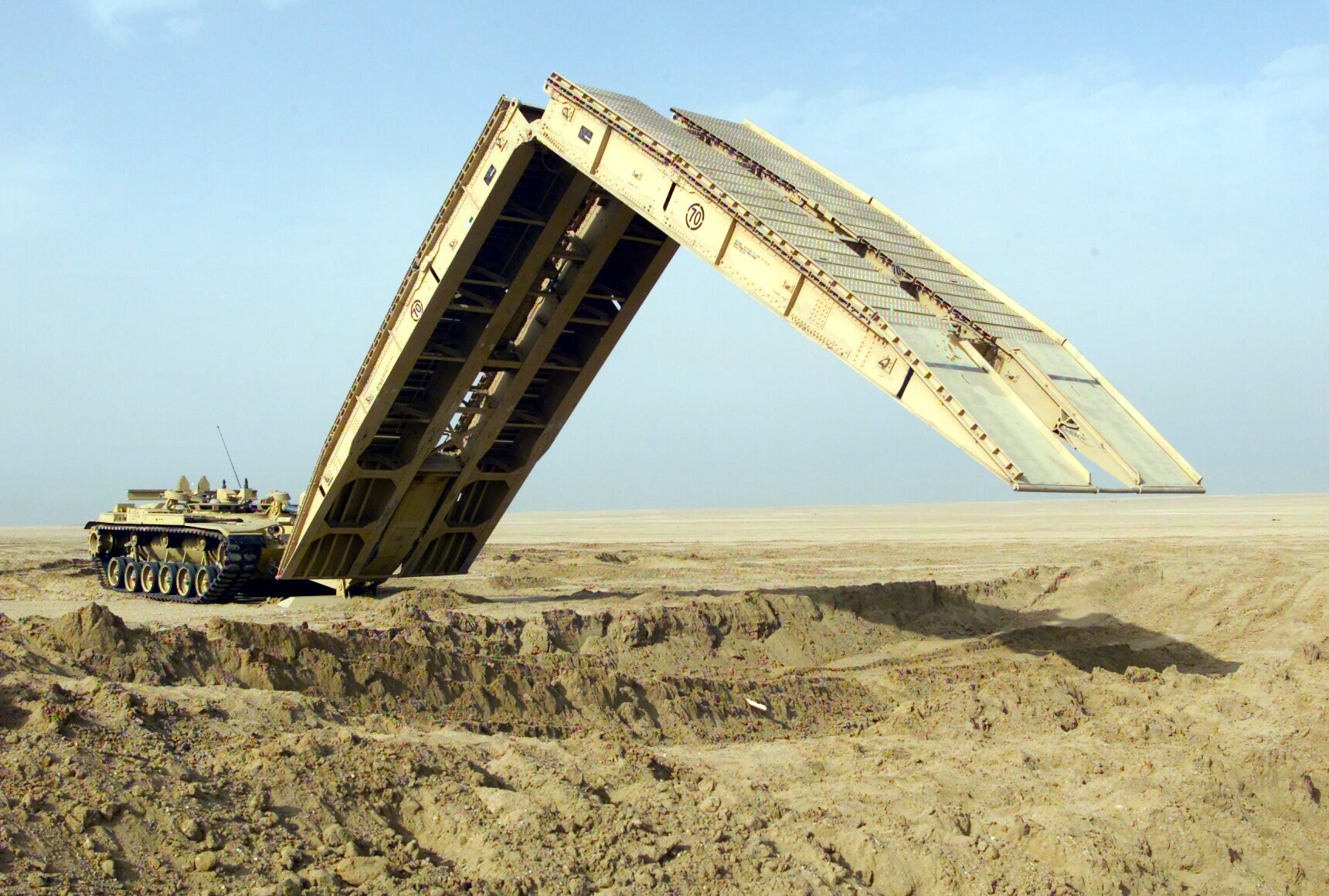
Un M60A1 amb instal·lador de ponts, desplegant-se com si fos una grua per sobre.

Els tancs són sovint modificats per a treballs específics. La majoria es modifiquen per millorar l'eficiència en combat, però n'hi ha d'altres que s'han anat modificant per superar obstacles o problemes que els tancs universals o altres vehicles no poden superar. En aquests tancs es poden incloure canons de gran calibre de demolició o dispositius antimines per netejar el camp de les mines. En alguns tancs es retira l'armament del xassís per col·locar-hi estructures de muntada de ponts.
Hi va haver els Hobart's Funnies, un grup de vehicles modificats, com pot ser el Churchill AVRE, que va estar equipat amb un canó per destruir búnquers i altres fortificacions defensives però que també es podia muntar-hi altres equips.

Una altra modificació important va ser el tanc amfibi, com el Sherman Duplex Drive (DD). Aquests dissenys van ser equipats amb sistemes de propulsió especials, per poder lliscar sobre l'aigua. La batalla més coneguda on es van usar aquest tipus de vehicles va ser en el Dia D.
També es van modificar altres tancs per a tasques específiques, com canons antitancs aeris o altres canons i armament per a atacs específics, com per exemple el tanc llançaflames.